# Pierre-François Berruer
Pierre-François Berruer (1733 - 4 de abril de 1797) foi um escultor francês. Ele ficou conhecido pelas doze estátuas que decoram a fachada do Grand Théâtre de Bordeaux .

## Juventude
Pierre François Berruer nasceu em Paris em 1733. Em 1754, ganhou o segundo prêmio do Prix de Rome depois de Charles-Antoine Bridan (1730–1808) com a sua obra Le Massacre des Innocents. Ganhou o primeiro prémio em 1756, empatado com André-Jean Lebrun (1737–1811), com seu Abraham et Melchisédech . Este prémio incluiu uma bolsa de estudos para a Villa Medici em Roma, de 1758 a 1764. Foi aluno de Étienne Maurice Falconet (1716–1791) e René-Michel Slodtz (1705–1764). Depois de retornar à França, Berruer foi admitido na Académie Royale de Peinture et de Sculpture em 1765. 

## Carreira

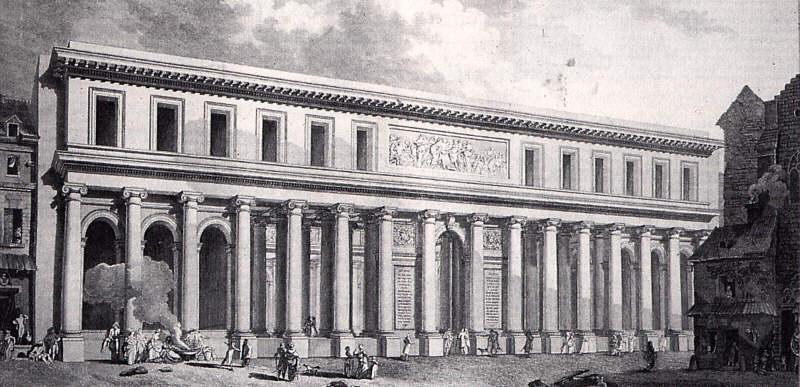
École de Chirurgie, mostrando o painel em relevo de Berruer acima da entrada central.

Em 1767, Berruer fez uma estátua de mármore de Hebe segurando uma xícara e um vaso para o Duque de Choiseul.  No Salão de 1771, Berruer exibiu uma proposta para a tumba do marechal conde de Harcourt em Nôtre-Dame, seguindo o gosto sentimental da época. De acordo com o Mercure de France, "o plano de Monsieur Berruer para um mausoléu para o falecido conde de Harcourt foi concebido com paixão e será visto com interesse, porque fará com que se considere a terna esposa que se joga diante da morte para para salvar seu marido do golpe que está prestes a ser desferido contra ele”. 
Berruer projetou um longo painel em relevo para a fachada da École de Chirurgie em Paris, construída em 1769-1774. O painel é colocado acima do entablamento da ordem jônica e abaixo da cornija superior. Mostra o rei Luís XV da França, seguido por Minerva e cercado de doentes, ordenando que a escola fosse construída. Arquitetura, Cirurgia, Vigilância e Providência também são retratadas no painel.  Depois da igreja de Ste-Geneviève, a escola foi o edifício mais admirado da época. 
Berruer fez dois bustos do gravador Jacques Roëttiers, um datado de 1772–73 e o outro de 1774–75.  Em 1781 fez um busto de Philippe Néricault Destouches da Académie française, que foi instalado na Comédie-Française .  Ele foi um dos principais artistas cuja obra foi incluída na coleção da Comédie-Française no final do século XVIII. Outros foram Jean-Baptiste d'Huez, Jean-Joseph Foucou, Simon-Louis Boizot e Augustin Pajou . 

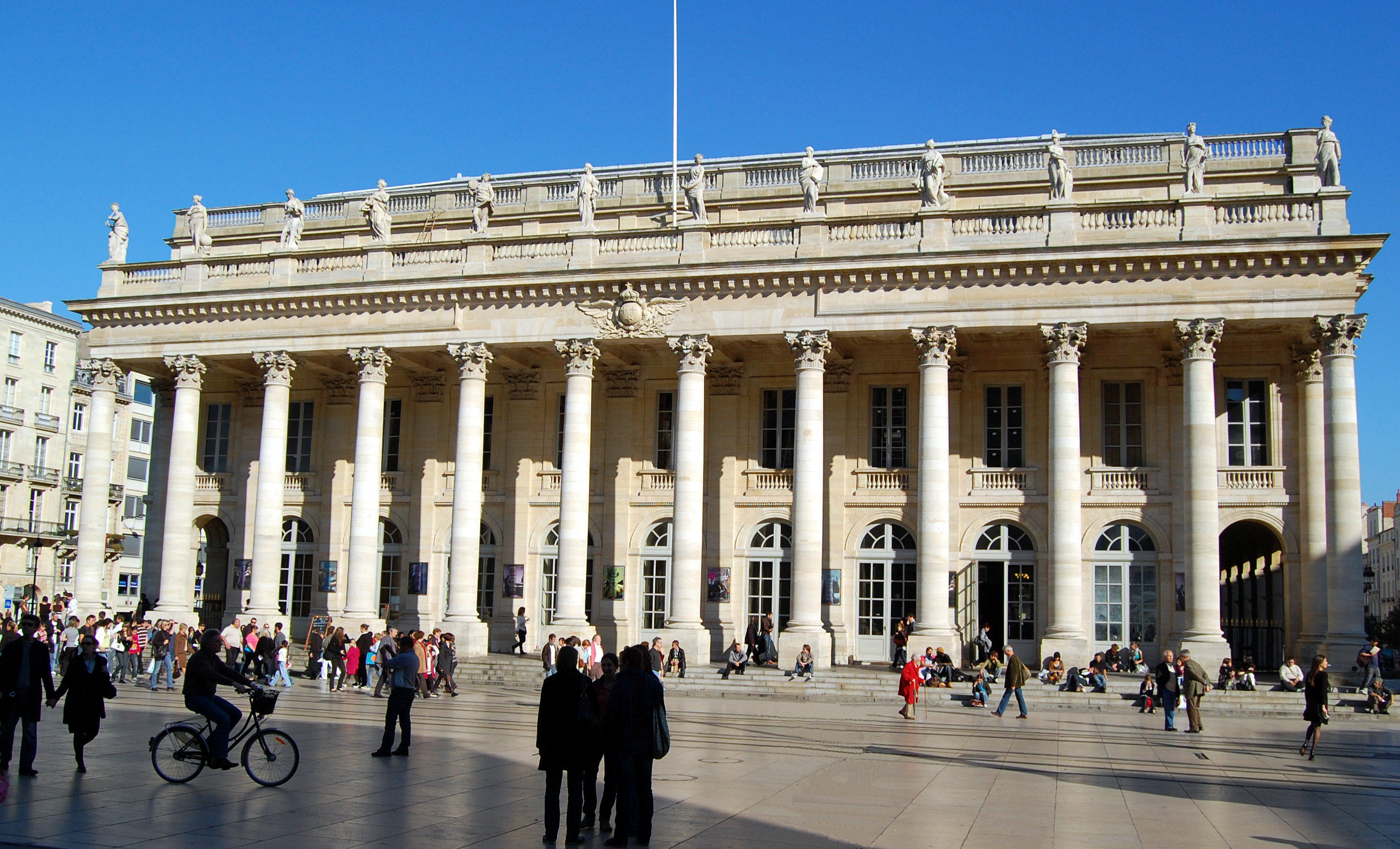
Grand Théatre de Bordeaux, com as estátuas de Berruer acima das colunas.

Berruer foi nomeado professor na École des Beaux-Arts de Paris em 1785. Seus alunos incluíram Charles-Louis Corbet (1758-1808). Suas obras mais conhecidas são a estátua de Chancelier d'Aguesseau no Palácio de Versalhes e as doze estátuas de pedra de 2.3 m (7 ft 7 in) no peristilo da fachada do Grand Théâtre de Bordeaux. Elas representam nove musas e três deusas. Ele mesmo completou quatro e confiou a seu assistente Van den Drix a tarefa de esculpir as outras a partir de modelos que ele havia feito. 
Pierre François Berruer casou-se com Anne-Catherine Ménagé. Morreu em casa no Cour du Museum no 4º arrondissement de Paris em 15 Germinal V (4 de abril de 1797). Tinha 63 anos. 

## Obras selecionadas
- Bordéus :
  - Grand Théâtre de Bordeaux, fachada: Nove musas e três deusas, 1780,
  - Musée des Beaux-Arts: Hébé, 1767, terracota,
- Chartres, Catedral:
  - Caridade e Esperança, alto-relevo no coro,
  - Fé e Humildade, alto-relevo no coro,
  - O Batismo de Cristo, baixo-relevo,
  - A Anunciação, baixo-relevo,
- Paris:
  - École de Chirurgie, relevo na fachada: Teoria e Prática juram união eterna, 1780,
  - Museu do Louvre: Pintura e Escultura Luís XV, 1770, baixo-relevo em mármore,
- Versalhes, Palácio de Versalhes: Henri d'Aguesseau, chanceler da França, c. 1779, mármore,
- Local desconhecido:
  - Cena báquica, 1784,
  - Busto do gravador Jacques Roëttiers, terracota em 1773, mármore em 1775,
  - Ninfa da Sinceridade segurando uma pomba nas mãos .

Origens
- Braham, Allan (1989). The Architecture of the French Enlightenment. [S.l.]: University of California Press. ISBN 978-0-520-06739-4. Consultado em 1 de julho de 2014
- Braquahaye, Charles (Março de 1876). Conjectures sur la destination des corniches à têtes feuillées du musée de Bordeaux, III, 1st fasc. [S.l.]: Société archéologique de Bordeaux
- Daufresne, Jean-Claude (1 de janeiro de 2004). Théâtre de l'Odéon: architecture, décors, musée. [S.l.]: Editions Mardaga. ISBN 978-2-87009-873-8. Consultado em 1 de julho de 2014
- Delon, Michel (4 de dezembro de 2013). Encyclopedia of the Enlightenment. [S.l.]: Routledge. ISBN 978-1-135-95998-2. Consultado em 30 de junho de 2014
- Piot, Eugène (1862). Le cabinet de l'amateur: années 1861 et 1862. [S.l.]: Рипол Классик. ISBN 978-5-88123-802-5. Consultado em 1 de julho de 2014
- Tuchendler, Jacques (1 de janeiro de 2014). Les Roëttiers de la Tour et de Montaleau: orfèvres, francs-maçons, industriels – XVIIIe et XIXe siècles. [S.l.]: SPM. ISBN 978-2-336-33442-4. Consultado em 1 de julho de 2014
- Worley, Michael Preston (2003). Pierre Julien: Sculptor to Queen Marie-Antoinette. [S.l.]: iUniverse. ISBN 978-0-595-29471-8. Consultado em 30 de junho de 2014